# Vladimir Vasjoetin
Vladimir Vladimirovitsj Vasjoetin (Russisch: Владимир Владимирович Васютин) (Charkov, 8 maart 1952 – Moskou, 19 juli 2002) was een Russisch ruimtevaarder. Vasjoetin’s eerste en enige ruimtevlucht was Sojoez T-14 en begon op 17 september 1985. Doel van deze missie was een koppeling uitvoeren met ruimtestation Saljoet 7.
Vasjoetin werd in 1978 geselecteerd als astronaut en in 1986 ging hij als astronaut met pensioen. Vasjoetin ontving meerdere onderscheidingen en titels, waaronder Held van de Sovjet-Unie en de Leninorde.